# Maria Basaglia
Maria Basaglia (Cremona, 12 giugno 1912 – Santhià, 5 marzo 1998) è stata una traduttrice, sceneggiatrice e regista italiana.

## Biografia
Nata a Cremona, si occupa sin da giovane a Roma di traduzioni ed adattamento dialoghi di numerosi film esteri, presso diverse compagnie di doppiaggio. A partire dalla metà degli anni trenta inizia a lavorare anche come sceneggiatrice cinematografica; in questo periodo incontra il regista Marcello Albani che sposa poi nel 1939.
Nel 1943 si trasferisce con il marito nella RSI per lavorare al Cinevillaggio della Giudecca a Venezia, dove lavora sia come sceneggiatrice che come aiuto regista del marito. Alla fine della guerra i due, emarginati politicamente, si trasferiscono in Brasile, dove girano alcuni film, per poi tornare a Roma nei primi anni cinquanta. La Basaglia lavora quindi come regista, anche per conto della Rai, dirigendo nel 1956 il film Sangue di zingara, che ebbe scarso successo. Dopo questo lavoro abbandona definitivamente il mondo del cinema e si occupa di traduzioni di romanzi americani in lingua italiana.
Tra i tanti romanzi, ha tradotto anche L'esorcista di William Peter Blatty, pubblicato in Italia nel 1971.

## Filmografia

### Sceneggiatrice
- Ultima giovinezza, regia di Jeff Musso (1939)
- Papà Lebonnard, regia di Marcello Albani (1939)
- Rosa di sangue, regia di Jean Choux (1940)
- Boccaccio, regia di Marcello Albani (1940)
- Il bazar delle idee, regia di Marcello Albani (1941)
- Divieto di sosta, regia di Marcello Albani (1942)
- Redenzione, regia di Marcello Albani (1943)
- L'ultimo sogno, regia di Marcello Albani (1946)

### Regista
- Sua Altezza ha detto: no! (1953)
- Sangue di zingara (1956)